# Radu Marian
Radu Marian (n. 27 decembrie 1990, Chișinău, RSS Moldovenească, URSS) este un economist și politician moldovean, deputat în legislaturile a XXI-a și a XXII-a ale Parlamentului Republicii Moldova, ales pe listele Partidului Acțiune și Solidaritate.

## Biografie
A absolvit în 2010 Colegiul Financiar-Bancar din Chișinău, actualmente Centrul de Excelență în Economie și Finanțe. Este licențiat în științe economice la Academia de Studii Economice din Moldova (2013). În 2012 a studiat în SUA, în baza bursei „UGRAD” oferite de Departamentul de Stat al Statelor Unite, iar în 2016 a câștigat bursa de masterat „Chevening” a Ministerului Afacerilor Externe al Regatului Unit. Este inclus în lista a 100 absolvenți ai Școlii de business a Universității din Edinburgh cu reușite remarcante în viața post-universitară.
Este co-autorul proiectului „TwentyTu”, o inițiativă de educație creată cu scopul de a oferi cursuri în domenii asociate IT. A participat la numeroase inițiative civice locale.

### Activitate politică
În Parlament, a înaintat mai multe proiecte legislative, printre care propunerea (co-autor Dan Perciun) de a dezbate în plen inițiativele care adună cel puțin 10.000 de semnături.
În timpul campaniei electorale pentru alegerile din 2021, Marian a apărut într-un mesaj din limba rusă în care declara că vorbește în limba moldovenească. În urma criticilor primite, acesta s-a corectat, spunând că s-a referit la graiul moldovenesc al limbii române.